# Callistochiton expressus
Callistochiton expressus är en blötdjursart som först beskrevs av Carpenter 1865.  Callistochiton expressus ingår i släktet Callistochiton och familjen Ischnochitonidae. Inga underarter finns listade i Catalogue of Life.